# Ледник Семёнова
Ледни́к Семёнова — ледник на Центральном Тянь-Шане в Кыргызстане (Иссык-Кульская область). Расположен на северном склоне хребта Сарыджаз в верховьях одноимённой реки. Длина ледника составляет около 21 км, ширина — до 1,5 км. Ледник был открыт в 1857 году русским исследователем Петром Петровичем Семёновым (впоследствии Семёновым-Тян-Шанским), в честь которого и получил своё название.